# Mytilaster minimus
Mytilaster minimus is een tweekleppigensoort uit de familie van de Mytilidae. De wetenschappelijke naam van de soort werd in 1795 voor het eerst geldig gepubliceerd door Poli.

## Beschrijving
De schelp van Mytilaster minimus, met een lengte van 10–12 mm, heeft een glad en glanzend oppervlak dat is gemarkeerd met vage jaarringen. De buitenkleur van de schelp is roodbruin, de binnenkant is parelmoer. De schaal heeft een langwerpige vorm, met de top aan één uiteinde en een verminderd scharnier dat geen tanden heeft.

## Verspreiding
Mytilaster minimus komt voor in de hele Middellandse Zee en wordt ook gevonden bij Gran Canaria en Tenerife op de Canarische Eilanden. Het vormt kolonies op harde substraten in kustwateren en in brak water zoals kustlagunes. Deze soort kan vrij oligotrofe gebieden koloniseren, maar in meer eutrofe gebieden kan de grotere mediterrane eetbare diepwatermossel (Mytilus galloprovincialis) worden gevonden en kan daardoor M. minimus op sommige plaatsen verdringen. De wulk Stramonita haemastoma is een belangrijke roofdier van M. minimus, maar waar de invasieve migrant Brachidontes pharaonis wordt gevonden, geeft deze wulk er de voorkeur aan om op die soort te jagen boven de inheemse tweekleppigen en zeepokken.

## Gevaren
Mytilaster minimus wordt bedreigd door de invasieve Brachidontes pharaonis die hem in veel gebieden van de Middellandse Zee verdringt. De invasieve mossel kan hogere temperaturen en zoutgehaltes beter verdragen dan M. minimus, en de laatste jaren zijn de gemiddelde watertemperaturen in de Middellandse Zee gestegen. B. pharaonis verstoort de rekrutering van M. minimus en heeft een nadelig effect op diens overleving en groei. In sommige delen van Israël wordt M. minimus nu nog maar zelden aangetroffen. M. minimus verdraagt geen vervuiling en dit kan ertoe leiden dat kolonies verdwijnen.
Modiolus:
adriaticus · 
barbatus · 
modiolus · 
Musculus:
costulatus · 
discors · 
niger · 
subpictus

Mytilaster:
lineatus · 
minimus · 
Mytilus: 
†antiquorum · 
edulis · 
galloprovincialis · 
trossulus

Overig: 
†Arcoperna sericea · 
Crenella decussata · 
Dacrydium · 
Modiolula phaseolina · 
Perna woodi · 
†Rhomboidella prideauxi